# Taldyk-Pass
Der Taldyk-Pass (kirgisisch Талдык ашуусу Taldyk aschuusu) ist ein Gebirgspass im Osten des Alai-Gebirges in Kirgisistan. 
Der Pass befindet sich in 3615 m Höhe. Über ihn führt ein wichtiger zentralasiatischer Verbindungsweg, die sogenannte Pamir-Hochstraße (russisch Pamirski Trakt), von Osch im Ferghanatal über Sarytasch im Alai-Tal nach Chorugh in Tadschikistan. Die Straße verläuft hier parallel zur etwa 50 km weiter östlich befindlichen chinesischen Grenze in Nord-Süd-Richtung.